# Gustavo Assunção
Gustavo Enrique Giordano Amaro Assunção da Silva (São Paulo, Brasil, 20 de marzo de 2000), más conocido como Gustavo Assunção, es un futbolista brasileño que juega en la demarcación de centrocampista para el AVS Futebol SAD de la Primeira Liga. Es hijo del exfutbolista Paulo Assunção.

## Biografía
El 1 de julio de 2019 firmó su primer contrato profesional con Futebol Clube Famalicão de la Primeira Liga por cinco temporadas tras haber pasado once años en las categorías inferiores del Club Atlético de Madrid. Hizo su debut profesional en una derrota por 2-0 en la Copa de la Liga de Portugal ante el S. C. Covilhã el 3 de agosto.
Durante la temporada 2019-20 jugó 29 partidos en la Primeira Liga en los que repartió una asistencia de gol.
En septiembre de 2021 fue cedido, con opción de compra obligatoria, al Galatasaray S. K. durante una temporada. A pesar de dicha obligatoriedad, en enero volvió a Famalicão después de haber jugado dos partidos en Turquía.
En septiembre de 2024 abandonó definitivamente el F. C. Famalicão, con el que disputó 129 encuentros, para marcharse al AVS Futebol SAD.

## Selección nacional
Nacido en Brasil, pasó su juventud en Portugal y España y tiene pasaportes para los tres países.[cita requerida] En 2016 formó parte de la selección de fútbol sub-17 de Brasil.

## Clubes
| Club                       | País     | Año       | Partidos | Goles |
| -------------------------- | -------- | --------- | -------- | ----- |
| F. C. Famalicão            | Portugal | 2019-2024 | 129      | 2     |
| Galatasaray S. K. (cedido) | Turquía  | 2021-2022 | 2        | 0     |
| AVS Futebol SAD            | Portugal | 2024-     | 27       | 4     |